# Condemios de Abajo
Condemios de Abajo ist ein zentralspanischer Ort und eine Gemeinde (municipio) mit 14 Einwohnern (Stand: 2024) im Nordwesten der Provinz Guadalajara in der Autonomen Gemeinschaft Kastilien-La Mancha. 

## Lage und Klima
Condemios de Abajo liegt in einer Höhe von ca. 1315 m in der Kulturlandschaft der Serranía. Die Entfernung zur südlich gelegenen Provinzhauptstadt Guadalajara beträgt ca. 50 Kilometer (Fahrtstrecke). Das Klima ist gemäßigt bis warm; Regen (553 mm/Jahr) fällt übers Jahr verteilt.

## Bevölkerungsentwicklung
| Jahr      | 1970 | 1981 | 1991 | 2001 | 2011 | 2021 |
| Einwohner | 90   | 47   | 33   | 28   | 26   | 9    |

## Sehenswürdigkeiten

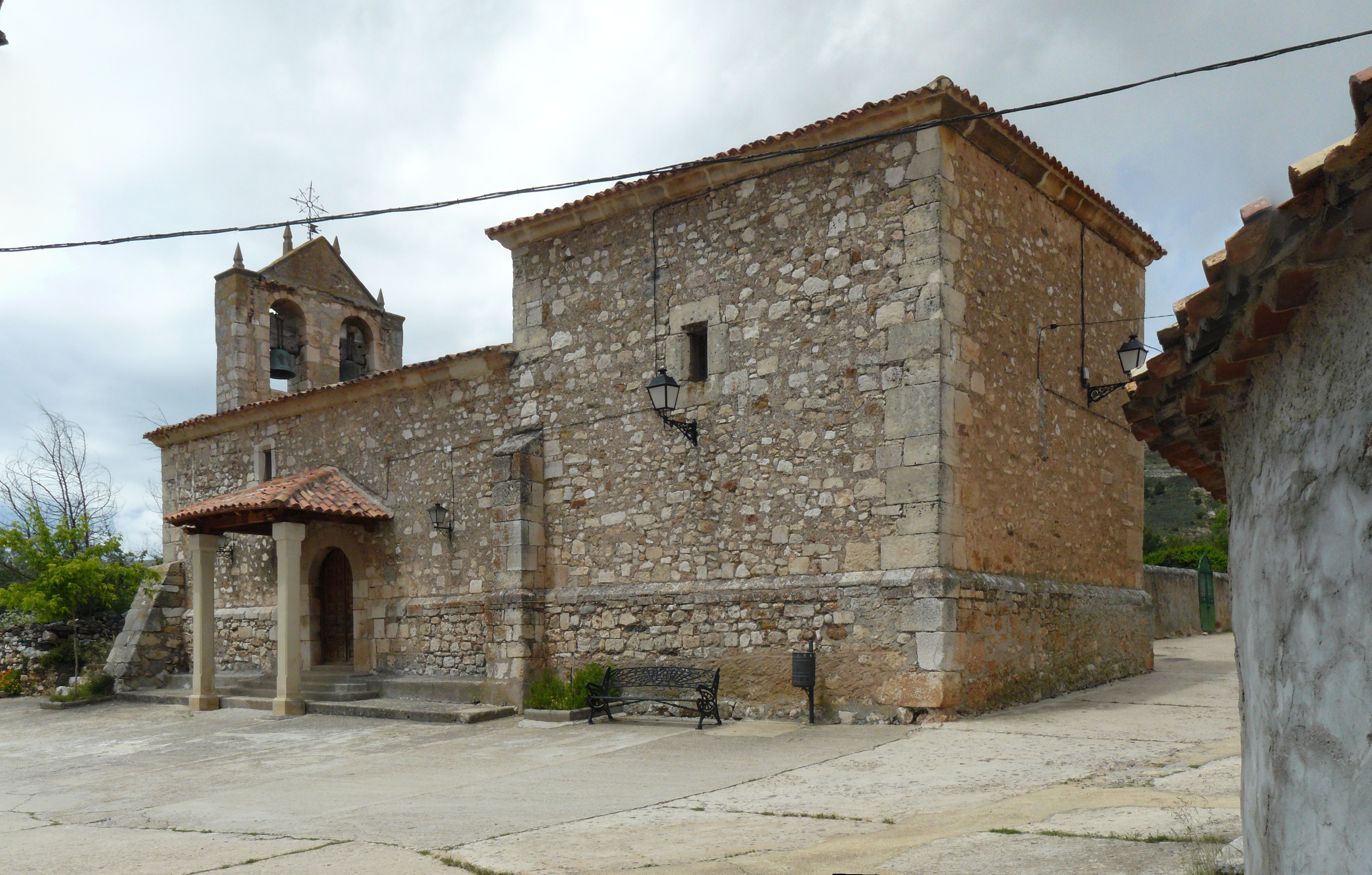
Johannes-der-Täufer-Kirche
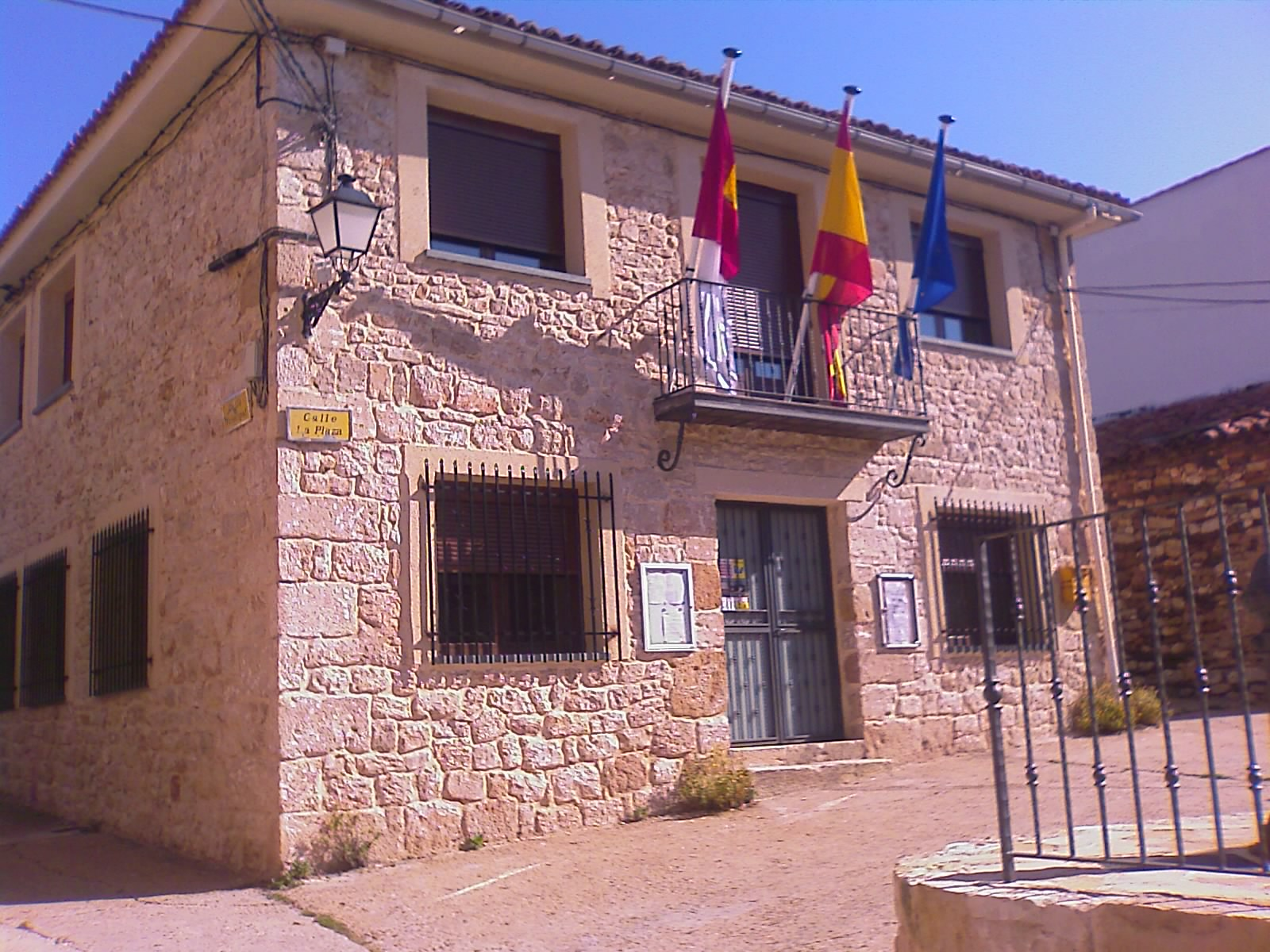
Rathaus

- Johannes-der-Täufer-Kirche
- Rathaus